# Fulgence de Ruspe
Fulgence de Ruspe (en latin : Fulgentius Ruspensis), ou saint Fulgence (Sanctus Fulgentius), né à Thélepte en 462, 467 ou 468 et mort à Ruspe (en) le 1er janvier 527 ou 533, fut évêque de la ville antique de Ruspe en Tunisie, à l'époque en Byzacène romaine dominée par les Vandales. Des fouilles archéologiques sont toujours en cours dans le gouvernorat de Mahdia et au nord de celui de Sfax afin de certifier de l'emplacement de la cité. Si le diocèse a été arrêté après seulement cinq évêques, il a été réinstallé comme siège titulaire depuis le XVIIIe siècle. Fulgence a été canonisé comme saint et il est fêté le 1er janvier.

## Biographie
On conserve une Vie de saint Fulgence qui a été écrite juste après sa mort par un clerc de son entourage, qui l'avait bien connu (l'ayant accompagné dans son exil en Sardaigne en 508, comme il l'indique dans le prologue), d'où la grande valeur historique de ce document. On considère traditionnellement (depuis Pierre-François Chifflet) que l'auteur de cette Vie est le diacre Ferrand de Carthage, dont on conserve par ailleurs deux lettres adressées à Fulgence, et les réponses de celui-ci. Mais Antonino Isola (traducteur de la Vie en italien en 1987) a remis en cause cette paternité, qui ne s'appuie sur aucune indication des manuscrits.
Fabius Claudius Gordien Fulgence est né dans une famille noble de Carthage, ville séparée de l'Empire romain une trentaine d'années plus tôt par la conquête vandale. Devenu orphelin, sa mère, Mariana, lui apprend le grec et le latin. Il devient procureur de la Byzacène. Il se lasse rapidement de la vie publique et, en particulier un sermon de saint Augustin sur le Psaume 36 qui traite de la nature éphémère de la vie physique, le détermine à devenir moine à 22 ans.
Il demande à Faustus, un évêque qui, forcé par le roi vandale Hunéric de quitter son diocèse, avait fondé un monastère en Byzacène, de le prendre comme novice.
De nouvelles attaques dans la région forcent Fulgence à partir pour un autre monastère dont l'abbé se dénomme Félix. En 499, lors d'une autre persécution, ils fuient pour Sicca Veneria. Là, ils prêchent la doctrine de Chalcédoine sur la double nature de Jésus. En apprenant cela, un prêtre arien les fait arrêter.
Après avoir été libéré, Fulgence se rend à Rome puis revient en Byzacène, où il construit un monastère. La réputation de Fulgence se propage rapidement, et il lui est souvent proposé de devenir évêque de l'un des nombreux diocèses vacants, mais le roi Thrasamund réserve uniquement aux ariens les fonctions d’évêque.

### Évêque de Ruspe
Finalement, en 508, Fulgence accepte de devenir évêque de Ruspe. Il est sacré évêque par Victor de Vita sous l'autorisation du pape Symmaque. Il produit une forte impression sur les fidèles de son nouveau diocèse par ses vertus évidentes, mais il est bientôt déporté en Sardaigne, avec une soixantaine d'autres évêques orthodoxes.
En Sardaigne, Fulgence transforme en monastère une maison de Cagliari, et décide d'écrire  pour aider les chrétiens d'Afrique.
En 515, il retourne en Afrique, ayant été appelé par Thrasamund pour un débat public avec ses remplaçants ariens. Son livre « Une réponse à dix griefs » est censé reproduire les réponses faites à leurs objections sur la position de Chalcédoine. Thrasamund est impressionné par la connaissance et l’expérience de Fulgence, mais, ne voulant pas que ses arguments tombent dans les mains de ses sujets ariens, il lui interdit d'écrire. Fulgence répond par une réfutation de la position arienne, connue sous le nom de "Trois livres au roi Thrasamund". Thrasamund autorise Fulgence à rester à Carthage. Mais à la suite des plaintes du clergé arien, il est banni en Sardaigne, en 520.

### Sous Hildéric
En 523, après la mort de Thrasamund et l'accession de son cousin Hildéric, Fulgence est autorisé à revenir à Ruspe. Il essaye de ramener la population au christianisme orthodoxe. Il s'efforce de réformer de nombreux abus qui s'étaient répandus dans son diocèse en son absence. La puissance et l'efficacité de sa prédication sont si profondes que l’évêque de Carthage, Boniface, remercie publiquement Dieu de lui avoir donné un tel prédicateur.
Plus tard, Fulgence se retire dans un monastère à l'île de Circinia. Il est cependant rappelé à Ruspe, et y demeure jusqu'à sa mort le 1er janvier 533.

## Écrits
En tant que théologien, Fulgence est en accord avec saint Augustin. Il écrit contre l'arianisme et le pélagianisme.
La Patrologie latine comporte les écrits suivants :
- Contre Fabien (Contra Fabianum (fragm.)) ;  CPL 824
- Contre le discours de l'arien Fastidiosus (Contra sermonem Fastidiosi Ariani) ; CPL 820
- Contre les ariens (Contra Arianos);  CPL 815
- À Euthymius : De la rémission des péchés (De remissione peccatorum ad Euthymium libri II) ; CPL 821
- À Félix : Sur la Trinité (De Trinitate ad Felicem notarium);  CPL 819
- L'Incarnation du Fils de Dieu... (De incarnatione filii Dei et uilium animalium auctore) ; CPL 822
- Lettres (Epistulae XVIII) ; CPL 817
- À Monimus (Ad Monimum libri III) ; CPL 81
- À Pierre : Sur la foi (De fide ad Petrum) ; CPL 826
- Au Roi Thrasamond (Ad Trasamundum regem libri III) ; CPL 816
- Sermons (Sermones VIII) ; CPL 828-835
- De la vérité de la prédestination (De veritate praedestinationis) ; CPL 823

ainsi que
- Adversus Pintam liber unus ;
- De Spiritu sancto ad Abragilam presbyterum commonitorium parvissimum ;
- Contra Faustum Reiensem libri septem.

### Filioque
Fulgence écrit dans sa Lettre à Pierre sur la Foi : « Tenir la plus grande fermeté et ne jamais douter que le même Saint Esprit, qui est l'Esprit du Père et du Fils, procède du Père et du Fils, car le Fils a dit : " Quand l'Esprit de Vérité vient, lui qui procède du Père ", Il a enseigné que l'Esprit est le sien, car Il est la Vérité ».
Certains attribuent à Fulgence la rédaction du Symbole de Saint Athanase connu aussi sous le nom de Quicumque.

## Vénération
Il est fêté le 1er janvier, jour de l'anniversaire de sa mort. Ses reliques, transférées dans l'église Saint-Fulgence à Bourges un 6 mai vers 714, ont été détruites pendant la Révolution. Son chef en revanche fut conservé dans l'abbaye de Montermoyen, devenue ensuite séminaire archiépiscopal.

## Éditions
- A. Isola (ed.), Anonymus. Vita S. Fulgentii episcopi, Turnhout, 2016 (Corpus Christianorum. Series Latina, 91F),  (ISBN 978-2-503-56820-1)
- Patrologia Latina, vol. 65, col. 103-958 (avec la Vita Fulgentii col. 117-150).
- (Pseudo-?)Ferrand de Carthage, Vie de saint Fulgence de Ruspe, texte établi et traduit par Gabriel-Guillaume Lapeyre, Paris, Lethielleux, 1929.
- Fulgence de Ruspe, Lettres ascétiques et morales. Texte critique par J. Fraipont. Introduction, traduction, et notes par Daniel Bachelet. Paris, Éditions du Cerf, 2004, (Sources Chrétiennes, n°487).
- Fulgence de Ruspe, La Règle de la foi (De fide ad petrum). Introd., trad., notes, Olivier Cosma, J.-P. Migne, Paris 2006, (Les Pères dans la foi, no 93).

## Source
- (en) Cet article est partiellement ou en totalité issu de l’article de Wikipédia en anglais intitulé « Fulgentius of Ruspe » (voir la liste des auteurs).